# Vaganski Vrh
Der Vaganski Vrh ist mit einer Höhe von 1757 m. i. J. die höchste Erhebung im Velebit-Gebirge in Kroatien.

## Lage
Der Berg liegt in der Gespanschaft Lika-Senj nördlich von Starigrad-Paklenica im Dinarischen Gebirge am Rand des Nationalparks Paklenica, einem bekannten Kletter- und Höhlengebiet.

## Tourismus
Der Gipfel des Vaganski Vrh, der von Starigrad aus über die Mala Paklenica bestiegen werden kann, ist für seine weite Aussicht bis nach Bosnien und Herzegowina und über die adriatischen Inseln sowie bei klarer Sicht bis zum Corno Grande im Gran Sasso d’Italia im italienischen Apennin bekannt.